# Verner Lička
Werner Lička (Hlučín, 1954. szeptember 15. –) olimpiai bajnok csehszlovák válogatott cseh labdarúgó, edző.

## Pályafutása

### Klubcsapatban
Pályafutását az Ostroj Opavában kezdte 1973-ban. A Baník Ostravában 1976 és 1986 között játszott. Ezalatt a csehszlovák bajnokságot három, a csehszlovák kupát egy alkalommal sikerült megnyernie. Kétszeres csehszlovák gólkirály. Később játszott még külföldön a Grenoble és a Germinal Ekeren együtteseiben is. Későbbi pályafutását kisebb francia csapatoknál töltötte.

### A válogatottban
1980 és 1981 között 9 alkalommal szerepelt a csehszlovák válogatottban és 1 gólt szerzett. Részt vett az 1980-as Európa-bajnokságon és tagja volt az 1980-ban olimpiát nyerő válogatott keretének is.

### Edzőként
Az edzősködést korábbi klubjánál a Baník Otravánál kezdte, ahol két turnust is eltöltött 1993 és 1995, illetve 1997 és 2000 között. Később dolgozott Katarban a Qatar SC (2000–2001) együttesénél és Lengyelországban is, ahol a Polonia Warszawa (2001–2002), a Górnik Zabrze (2004), a Wisła Kraków (2005) és a Dyskobolia Grodzisk Wielkopolski (2005–2006) csapatait edzette. 2016 és 2017 között a Radomiak Radom együttesét irányította.

## Sikerei, díjai

### Játékosként
Baník Ostrava
- Csehszlovák bajnok (3): 1975–76, 1979–80, 1980–81
- Csehszlovák kupa (1): 1977–78

Csehszlovákia
- Európa-bajnoki bronzérmes (1): 1980
- Olimpiai bajnok (1): 1980

Egyéni
- A Csehszlovák bajnokság gólkirálya (2): 1979–80 (18 gól), 1983–84 (20 gól)